# Valsad
Valsad ist eine Stadt im indischen Bundesstaat Gujarat. Die Stadt befindet sich im Süden des Bundesstaates und liegt Nahe der Grenze zu Maharashtra.
Die Stadt ist Hauptort des gleichnamigen Distrikt Valsad. Valsad hat den Status einer Municipality. Die Stadt ist in 20 Wards (Wahlkreise) gegliedert.

## Demografie
Die Einwohnerzahl der Stadt liegt laut der Volkszählung von 2011 bei 114.636 und die der Metropolregion bei 170.060. Valsad hat ein Geschlechterverhältnis von 955 Frauen pro 1000 Männer und damit einen für Indien üblichen Männerüberschuss. Die Alphabetisierungsrate lag bei 91,2 % im Jahr 2011. Knapp 85 % der Bevölkerung sind Hindus, ca. 10 % sind Muslime und ca. 5 % gehören einer anderen oder keiner Religion an. 8,9 % der Bevölkerung sind Kinder unter 6 Jahren.
Gujarati ist die Hauptsprache in und um die Stadt.

## Infrastruktur
Valsad ist ein wichtiger Bahnhof an der Hauptstrecke Mumbai-Vadodara der Western Railways (WR) und verfügt über eine gute Eisenbahnverbindung zu allen wichtigen Städten in Indien. Das heutige Bahnhofsgebäude wurde 1925 errichtet.

## Wirtschaft
Bedeutend für die lokale Wirtschaft ist die Landwirtschaft, insbesondere der Anbau von Mangos. In den Dörfern der Umgebung gibt es zahlreiche Mango-Obstgärten, die für viele Dorfbewohner die einzige Einnahmequelle darstellen. Die Stadt hat auch einen eigenen Markt für Mangos mit mehr als 300 Läden. Von Valsad aus wird dieses Produkt auch ins Ausland gebracht.

## Söhne und Töchter der Stadt
- Bhulabhai Desai (1877–1946), Rechtsanwalt und Politiker
- Bindu (* 1941), Schauspielerin